# Aeropuerto de Caballococha
El Aeropuerto de Caballococha (IATA: LHC OACI: SPBC) es un pequeño aeropuerto regional que sirve a Caballococha en el este de la Región Loreto en el Perú. El aeropuerto está situado en la selva y se encuentra cerca de las Tres Fronteras, que es una triple frontera entre Perú, Brasil y Colombia. Recibe vuelos chárter procedentes de todo el Perú y así como Colombia y Brasil.

## Aerolíneas y destinos

### Aerolíneas
| Aerolíneas      | Ciudades                | Aeronave            | Alianza |
| --------------- | ----------------------- | ------------------- | ------- |
| Saeta 1 destino | Nacionales: (1) Iquitos | Beechcraft King Air | N/A     |

### Destinos nacionales
| Loreto (1 destino, 1 aerolínea) |                                                                |       |
| Iquitos                         | Aeropuerto Internacional Coronel FAP Francisco Secada Vignetta | Saeta |